# 1984年美國職棒大聯盟選秀
1984年美國職棒大聯盟選秀為大聯盟第20屆選秀。紐約大都會的尚恩·艾卜納為該年的首輪選秀狀元。

## 第一輪選秀
圖示
|  | 入選美國職棒大聯盟全明星賽的球員     |
|  | 入選美國國家棒球名人堂暨博物館的球員 |

| 順位 | 球員              | 球隊             | 位置   | 畢業學校                 |
| 1    | 尚恩·艾卜納       | 紐約大都會       | 外野手 | 梅坎尼克斯堡高中         |
| 2    | 比爾·史威夫特     | 西雅圖水手       | 右投   | 緬因大學                 |
| 3    | 德魯·霍爾         | 芝加哥小熊       | 左投   | 莫海德州立大學           |
| 4    | 科里·史耐德       | 克里夫蘭印地安人 | 游擊手 | 楊百翰大學               |
| 5    | 帕特·帕西歐       | 辛辛那提紅人     | 右投   | 薛頓賀爾大學             |
| 6    | 艾瑞克·巴帕斯     | 加州天使         | 捕手   | 卡梅爾山高中             |
| 7    | 麥克·鄧恩         | 聖路易紅雀       | 右投   | 布萊德利大學             |
| 8    | 傑·貝爾           | 明尼蘇達雙城     | 游擊手 | 岡薩雷茲·泰特高中        |
| 9    | 艾蘭·考克雷爾     | 舊金山巨人       | 外野手 | 田納西大學               |
| 10   | 馬克·麥奎爾       | 奧克蘭運動家     | 一壘手 | 南加州大學               |
| 11   | 沙恩·馬克         | 聖地牙哥教士     | 外野手 | 加州大學洛杉磯分校       |
| 12   | 奧迪貝·麥克道威爾 | 德州遊騎兵       | 外野手 | 亞利桑那州立大學         |
| 13   | 鮑伯·卡弗瑞       | 蒙特婁博覽會     | 捕手   | 加州州立大學富勒頓分校   |
| 14   | 約翰·馬札諾       | 波士頓紅襪       | 捕手   | 天普大學                 |
| 15   | 凱文·安德許       | 匹茲堡海盜       | 左投   | 新墨西哥大學             |
| 16   | 史考特·班克海德   | 堪薩斯市皇家     | 右投   | 北卡羅來納大學焦油腳隊   |
| 17   | 唐·奧古斯特       | 休士頓太空人     | 右投   | 查普曼大學               |
| 18   | 以賽亞·克拉克     | 密爾瓦基釀酒人   | 游擊手 | 克羅基特高中             |
| 19   | 德魯·丹森         | 亞特蘭大勇士     | 一壘手 | 普塞爾·馬里昂高中        |
| 20   | 湯尼·曼南德茲     | 芝加哥白襪       | 右投   | 美國高中                 |
| 21   | 皮特·史密斯       | 費城費城人       | 右投   | 布林頓高中               |
| 22   | 傑夫·普里斯       | 紐約洋基         | 右投   | 加州大學洛杉磯分校       |
| 23   | 丹尼斯·李文斯頓   | 洛杉磯道奇       | 左投   | 奧克拉荷馬州立大學       |
| 24   | 泰瑞·穆爾霍蘭德   | 舊金山巨人       | 左投   | 馬里耶塔學院             |
| 25   | 約翰·胡佛         | 巴爾的摩金鶯     | 右投   | 加州州立大學弗雷斯諾分校 |
| 26   | 湯姆·哈特利       | 芝加哥白襪       | 外野手 | 哈德遜灣高中             |
| 27   | 蓋瑞·格林         | 聖地牙哥教士     | 游擊手 | 奧克拉荷馬州立大學       |
| 28   | 諾姆·查爾頓       | 蒙特婁博覽會     | 左投   | 萊斯大學                 |

## 其他著名球員
- 傑夫·布勞瑟（英语：Jeff Blauser）, 第1輪, 4順位(二階選秀)被亞特蘭大勇士選走
- 葛瑞格·麥達克斯, 第2輪, 31順位被芝加哥小熊選走
- 約翰·法雷爾, 第2輪, 32順位被克里夫蘭印地安人選走
- 湯姆·葛拉文, 第2輪, 47順位被亞特蘭大勇士選走
- 馬文·弗里曼（英语：Marvin Freeman）, 第2輪, 49順位被費城費城人選走
- 艾爾·萊特, 第2輪, 50順位被紐約洋基選走
- 肯·卡米尼堤, 第3輪, 71順位被休士頓太空人選走
- 葛雷格·邁爾斯（英语：Greg Myers (baseball)）, 第3輪, 74順位被多倫多藍鳥選走
- 德懷特·史密斯（英语：Dwight Smith (baseball)）, 第3輪, 62順位(二階選秀)被芝加哥小熊選走
- 麥克·海尼曼（英语：Mike Henneman）, 第4輪, 104順位被底特律老虎選走
- 傑米·莫耶, 第6輪, 135順位被芝加哥小熊選走
- 蘭斯·強森（英语：Lance Johnson）, 第6輪, 139順位被聖路易紅雀選走
- 陶德·伯恩斯（英语：Todd Burns）, 第7輪, 168順位被奧克蘭運動家選走
- 喬迪·里德（英语：Jody Reed）, 第8輪, 198順位被波士頓紅襪選走
- 約翰·凡德·瓦爾（英语：John Vander Wal）, 第8輪, 201順位被休士頓太空人選走, 但未簽約
- 里奇·羅格里奎茲（英语：Rich Rodriguez (baseball)）, 第9輪, 211順位被聖路易紅雀選走
- 約翰·威特蘭（英语：John Wetteland）, 第12輪, 289順位被紐約大都會選走, 但未簽約
- 傑夫·布蘭特利（英语：Jeff Brantley）, 第13輪, 327順位被蒙特婁博覽會選走, 但未簽約
- 約翰·賈哈（英语：John Jaha）, 第14輪, 358順位被密爾瓦基釀酒人選走
- 查克·芬利, 第15輪, 372順位被加州天使選走, 但未簽約
- 達倫·霍姆斯（英语：Darren Holmes (baseball)）, 第16輪, 415順位被洛杉磯道奇選走
- 丹堤·比薛特, 第17輪, 424順位被加州天使選走
- 金恩·拉金（英语：Gene Larkin）, 第20輪, 504順位被明尼蘇達雙城選走
- 傑克·麥克道威爾（英语：Jack McDowell）, 第20輪, 510順位被波士頓紅襪選走, 但未簽約
- 傑夫·法塞羅（英语：Jeff Fassero）, 第22輪, 554順位被聖路易紅雀選走
- 傑夫·尼爾森（英语：Jeff Nelson (pitcher)）, 第22輪, 569順位被洛杉磯道奇選走
- 麥克·戴佛勞克斯（英语：Mike Devereaux）, 第26輪, 644順位被克里夫蘭印地安人選走, 但未簽約
- 唐·若松（英语：Don Wakamatsu）, 第51輪, 839順位被紐約洋基選走, 但未簽約

## 外部連結
- MLB.com - 1984 Draft Tracker (all rounds)
- MLB.com - Draft History （页面存档备份，存于）
- Complete draft list from The Baseball Cube database （页面存档备份，存于）

| 前任： 提姆·貝爾契爾 | 選秀狀元 尚恩·艾卜納 | 繼任： B·J·瑟霍夫 |